# Kiva (tổ chức)
Tổ chức góp vốn cộng đồng Kiva (Kiva Microfund) là một tổ chức phi lợi nhuận 501(c)(3) cho phép các cá nhân cho người thu nhập thấp hoặc các công ty ít vốn hoặc sinh viên ở hơn 70 quốc gia trên thế giới vay tiền qua Internet. Sứ mệnh của Kiva là "kết nối cộng đồng thông qua việc cho vay để giảm nghèo".
Từ năm 2005, Kiva đã gây được quỹ từ cộng đồng lên tới hơn 1 triệu dự án cho vay, với tổng hơn hơn nửa tỷ đô la Mỹ, với tỷ lệ hoàn trả 99%. Cho tới tháng 11 năm 2013, Kiva đã tập trung được khoảng 1 triệu đô la Mỹ mỗi ngày. Nền tảng Kiva đã thu hút được hơn 1 triệu nhà hảo tâm từ khắp nơi trên thế giới.
Kiva hoạt động theo hai dạng - Kiva.org và KivaZip.org. Dạng thứ nhất dựa trên mạng lưới các tổ chức trung gian (field partner) quản lý các khoản vay tại địa phương. Các tổ chức này thường là các tổ chức tài chính vi mô, các doanh nghiệp xã hội, trường học, hoặc các tổ chức phi lợi nhuận. KivaZip.org điều phối các khoản vay với lãi suất 0% trực tiếp tới các nhóm vay qua hình thức thanh toán di động và Paypal. Với cả hai dạng Kiva.ỏrg và KivaZip.org, Kiva đều đưa ra các thông tin cá nhân của những người đi vay bởi họ mong muốn các nhà hảo tâm có thể liên lạc trực tiếp với người được vay.
Bản thân Kiva không thu thập bất cứ lãi suất nào từ các khoản vay và các nhà hảo tâm trên Kiva không thu được lãi khi cho vay. Hoạt động của tổ chức Kiva chỉ được hỗ trợ từ các nguồn tài trợ, khoản vay, và đóng góp tự nguyện của người dùng, tập đoàn, và các tổ chức quốc gia. Kiva có trụ sở tại San Francisco, Hoa Kỳ.